# ديفيد غرانت (لاعب كرة قدم)
ديفيد غرانت (بالإنجليزية: David Grant)‏ هو لاعب كرة قدم بريطاني في مركز نصف الجناح، ولد في 18 ديسمبر 1947 في ليفربول في المملكة المتحدة. لعب مع نادي بانغور سيتي.